# Laurent Grimmonprez
Laurent Georges "Flokke" Grimmonprez (Gentbrugge, 14 december 1902 - Gent, 22 mei 1984) was een Belgisch voetballer die speelde als aanvaller of als aanvallende middenvelder. Hij speelde in Eerste klasse bij RC Gand en werd in 1926 Belgisch topschutter. Grimmonprez speelde 10 interlands met de Rode Duivels.

## Loopbaan
Grimmonprez debuteerde in 1920 in de eerste ploeg van RC Gand, dat actief was in de Eerste klasse. In 1925 en 1929 werd Grimmonprez met de ploeg telkens vijfde in de eindrangschikking, in 1926 werd Grimmonprez topschutter in de Eerste klasse. In 1930 degradeerde de ploeg naar Tweede klasse maar promoveerde na het seizoen terug naar Eerste. Dat seizoen werd Grimmonprez eveneens topschutter in Tweede klasse. De ploeg bleef nog tot in 1935 in de hoogste klasse maar zakte toen definitief weg. Grimmonprez had in totaal 270 wedstrijden in Eerste klasse gespeeld en hij scoorde daarin 141 doelpunten.
Grimmonprez bleef bij de club en speelde er nog in Tweede klasse tot in 1938 en in Derde klasse tot in 1943 toen hij een punt zette achter zijn carrière.In totaliteit scoorde hij 287 doelpunten in 479 competitiewedstrijden in de drie afdelingen.
Tussen 1924 en 1934 speelde Grimmonprez 10 wedstrijden voor het Belgisch voetbalelftal. Hij scoorde hierin 1 doelpunt. Grimmonprez nam deel aan het Wereldkampioenschap voetbal 1934 in Italië en speelde er 1 wedstrijd. Verder zat hij nog in de voorselectie van de voetbalploeg die speelde op de Olympische Zomerspelen 1924 te Parijs maar speelde uiteindelijk niet mee.